# Gladiador (filme)
Gladiator (prt/bra: Gladiador) é um filme britano-americano de 2000, dos gêneros drama histórico, ação e aventura, dirigido por Ridley Scott, com roteiro de David Franzoni, John Logan e William Nicholson.
Estrelado por Russell Crowe, Joaquin Phoenix, Connie Nielsen, Ralf Möller, Oliver Reed, Djimon Hounsou, Derek Jacobi, John Shrapnel e Richard Harris, Gladiator foi distribuído pela DreamWorks Pictures somente para a América do Norte, enquanto a Universal Pictures distribuiu mundialmente. Crowe interpreta o leal general Maximus Decimus Meridius, chamado de Espanhol no filme, que é traído quando o ambicioso filho do imperador, Cómodo, mata seu pai e toma o trono. Reduzido a um escravo, Máximo ascende através das lutas de gladiadores para vingar a morte de sua família e do antigo  imperador.
Lançado em 5 de maio de 2000, Gladiator foi um enorme sucesso de bilheteria, recebendo críticas geralmente favoráveis. O filme foi indicado a vários prêmios, vencendo cinco Oscars incluindo o de Melhor Filme.
Gladiator foi um sucesso de público e crítica, sendo considerado um marco para o cinema e iniciou uma nova onda de filmes históricos. Uma sequência, Gladiador II, foi lançada em novembro de 2024.

## Enredo
Em 180 d.C., o general hispano-romano Maximus Decimus Meridius pretende voltar para casa depois de liderar o exército romano à vitória contra as tribos germânicas perto de Vindobona, Fronteira da Germânia. O imperador Marco Aurélio diz a Máximo que seu próprio filho, Cómodo, é incapaz de governar e que deseja que Máximo o suceda, como regente, para ajudar a salvar Roma da corrupção e restaurar a república. Ao saber disso, Cómodo mata seu pai as escondidas.
Com a morte de seu pai Marco Aurélio, Cómodo se proclama o novo imperador, pedindo lealdade a Maximus, mas ele se recusa. Maximus então é preso pela Guarda pretoriana e é informado de que ele e sua família morrerão. Ele mata seus captores e, ferido, cavalga para sua casa perto de Turgalium, onde encontra os corpos de sua esposa e filho crucificados. Maximus os enterra e desmaia no próprio local devido aos ferimentos. Escravistas o encontram e o levam para a cidade de Zucabar, na província romana da Mauritânia Cesariense, onde é vendido ao treinador de gladiadores Proximo.
Maximus relutantemente luta em torneios locais, suas habilidades de combate o ajudam a vencer partidas e ganhar popularidade. Ele faz amizade com dois outros gladiadores: Hagen, um germano; e Juba, um númida. Proximo revela a Maximus que já foi um gladiador que foi libertado por Marco Aurélio e o aconselha a "ganhar a multidão" para conquistar sua liberdade.
Quando Cómodo organiza 150 dias de jogos em homenagem a seu pai, Proximo leva seus gladiadores a Roma para lutar no Coliseu. Disfarçado com um capacete mascarado, Maximus entra no Coliseu representando um cartaginês em uma reencenação da Batalha de Zama. Inesperadamente, ele lidera seu time à vitória e Cómodo entra na arena para dar seus parabéns. Ele ordena que o disfarçado Maximus, como líder dos gladiadores, revele sua identidade; Maximus remove seu capacete e declara vingança. Cómodo é compelido pela multidão a deixar os gladiadores viverem e seus guardas são impedidos de derrubá-los.
A próxima luta de Maximus é contra um lendário gladiador invicto chamado Tigre da Gália. Cómodo faz com que vários tigres sejam colocados sobre Maximus durante o duelo, mas Maximus consegue superá-los. Cómodo ordena que Maximus mate Tigre, mas Maximus poupa a vida de seu oponente; em resposta, a multidão canta "Maximus, o Piedoso", irritando Cómodo.
Maximus descobre por Cícero, seu ex-soldado durante as guerras, que suas antigas legiões permanecem leais. Ele se encontra em segredo com Lucila, irmã de Cómodo e outrora amante de Maximus; e Gracchus, um senador influente. Eles concordam em fazer Maximus escapar de Roma para se juntar às suas legiões, derrubar Cómodo pela força e devolver o poder ao Senado Romano. Cómodo fica sabendo da trama quando o filho de Lucila, Lucius, insinua inocentemente a conspiração. Cómodo ameaça Lucila e Lucius e faz com que a Guarda pretoriana prenda Gracchus e ataque o quartel dos gladiadores. Proximo e seus homens, incluindo Hagen, se sacrificam para permitir que Maximus escape. Maximus é capturado no encontro com Cícero, onde este é morto.
Para reconquistar a aprovação do público, Cómodo desafia Maximus para um duelo no Coliseu. Ele apunhala Maximus no pulmão na prisão antes da partida para ganhar uma vantagem. Na luta, apesar de seus ferimentos, Maximus consegue dominar Cómodo. Depois que a Guarda pretoriana se recusa a ajudá-lo, Cómodo desembainha uma faca escondida em sua roupa; Maximus consegue conter Commodus e enfia a faca em sua garganta, matando-o. Antes de sucumbir aos ferimentos, Maximus pede reformas políticas, a libertação de seus aliados gladiadores e a reintegração do senador Gracchus. Ao morrer, ele tem uma visão do paraíso onde Maximus se reúne com sua esposa e filho. Seus amigos e aliados o homenageiam como "um soldado de Roma", a mando de Lucila, e carregam seu corpo para fora da arena, enquanto o corpo de Cómodo é deixado para trás. Naquela noite, Juba visita o Coliseu e enterra as pequenas estatuetas que representavam a esposa e o filho de Maximus no local exato onde ele morreu.

## Elenco
| Ator                | Personagem    |
| ------------------- | ------------- |
| Russell Crowe       | Maximus       |
| Joaquin Phoenix     | Cómodo        |
| Connie Nielsen      | Lucila        |
| Oliver Reed         | Próximo       |
| Richard Harris      | Marco Aurélio |
| Derek Jacobi        | Gracchus      |
| Djimon Hounsou      | Juba          |
| David Schofield     | Falco         |
| John Shrapnel       | Gaius         |
| Tomas Arana         | Quintus       |
| Ralf Möeller        | Hagen         |
| Spencer Treat Clark | Lúcio         |
| David Hemmings      | Cassius       |
| Tommy Flanagan      | Cícero        |

## Produção

### Desenvolvimento e pré-produção
Gladiador foi baseado em uma proposta original de David Franzoni, que escreveu o primeiro rascunho. Foi dado a Franzoni um contrato de três filmes com a DreamWorks como escritor e co-produtor com a ajuda do seu colega de seu trabalho anterior Amistad, Steven Spielberg, que havia colaborado com o crescimento da DreamWorks. Não sendo um erudito clássico, Franzoni foi inspirado pelo romance de Daniel P. Mannix de 1958, Those About to Die, e escolheu basear sua história em Commodus depois de ler História Augusta. No primeiro rascunho de Franzoni, datado de 4 de abril de 1998, ele nomeou seu protagonista como Narciso, um lutador que, de acordo com as antigas fontes herodianas de Dião Cássio, estrangulou o imperador Commodus até a morte.

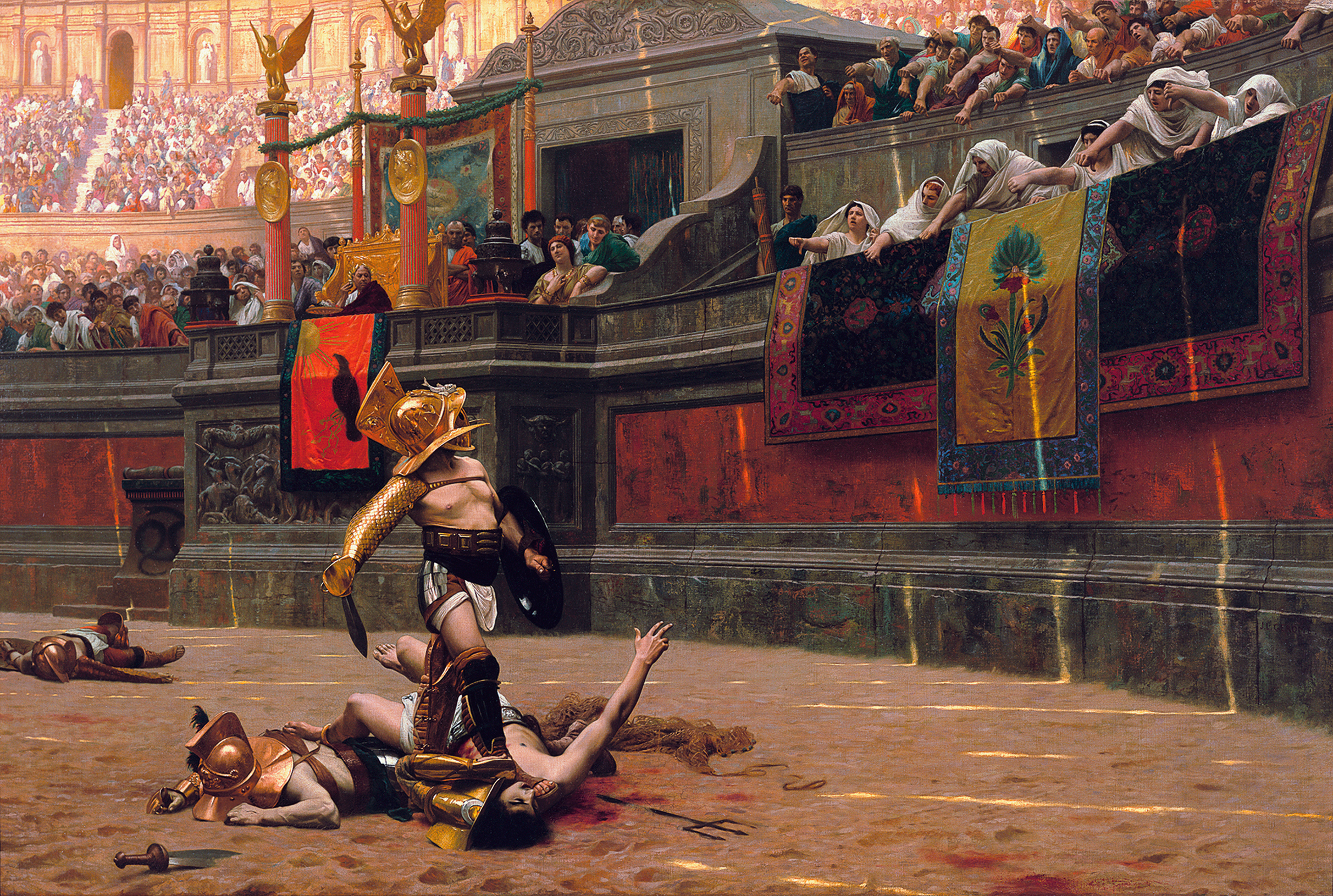
Pollice Verso de Jean-Léon Gérôme, uma pintura do século 19 que inspirou Ridley Scott a abordar o projeto.

Ridley Scott foi abordado pelos produtores Walter F. Parkes e Douglas Wick. Eles lhe mostraram uma cópia da pintura de 1872 de Jean-Léon Gérôme intitulada Pollice Verso. Scott foi seduzido por filmar o mundo da Roma Antiga. No entanto, Scott sentiu que o diálogo de Franzoni era muito "exagerado" (sem sutileza) e contratou John Logan para reescrever o roteiro a seu gosto. Logan reescreveu grande parte do primeiro ato e tomou a decisão de matar a família de Maximus para aumentar a motivação do personagem. Russell Crowe descreveu que esteve ansioso pelo papel apresentado por Parkes, em sua entrevista para o programa Inside the Actors Studio, declarou: "Eles disseram, 'É um filme de cem milhões de dólares. Você está sendo dirigido por Ridley Scott. Você interpretará um General Romano'. Sempre fui um grande fã de Ridley".
Faltando duas semanas para as filmagens, os atores reclamaram de problemas com o roteiro. William Nicholson foi trazido para o Shepperton Studios para fazer de Maximus um personagem mais sensível. Nicholson retrabalhou a amizade de Maximus com Juba e desenvolveu o fio da vida após a morte no filme, dizendo: "Ele não queria ver um filme sobre um homem que queria matar alguém". O roteiro enfrentou muitas reescritas e revisões, com vários atores sugerindo mudanças. Crowe supostamente questionou todos os aspectos do roteiro em evolução e saiu do set quando não obteve respostas. De acordo com um executivo da DreamWorks, Crowe "tentou reescrever todo o roteiro no local. Você conhece a grande frase do trailer, 'Nesta vida ou na próxima, terei minha vingança?' No início, ele se recusou a dizê-la totalmente".
O hábito de Maximus de esfregar a terra nas mãos antes de cada luta remete o apego e o afeto à sua vida anterior de agricultor. Em um diálogo com Marco Aurélio, Maximus diz que o solo fecundo de sua fazenda é "preto como o cabelo de minha esposa". Crowe escreveu essa fala, baseando-se em seus sentimentos de saudade de sua própria fazenda.
Em preparação para as filmagens, Scott passou vários meses desenvolvendo storyboards para desenvolver a estrutura da trama. Durante seis semanas, os membros da produção exploraram vários locais dentro da extensão do Império Romano antes de seu colapso, incluindo Itália, França, Norte da África e Inglaterra. Todos os adereços, cenários e figurinos do filme foram fabricados por membros da equipe devido aos altos custos e indisponibilidade dos itens.

### Filmagens
O filme foi rodado em três locações principais entre janeiro e maio de 1999. As primeiras cenas de batalha nas florestas da Germânia foram filmadas em três semanas em Bourne Woods, perto de Farnham, no condado de Surrey, Inglaterra. Quando Scott soube que a Comissão Florestal planejava remover uma seção da floresta, ele os persuadiu a permitir que a cena da batalha fosse filmada ali e queimá-la. Scott e o cinegrafista John Mathieson usaram várias câmeras filmando em várias taxas de quadros e um obturador de 45 graus, criando efeitos de stop motion nas sequências de ação, semelhantes às técnicas usadas para as sequências de batalha de O Resgate do Soldado Ryan (1998). Posteriormente, as cenas de escravidão, viagem no deserto e escola de treinamento de gladiadores foram filmadas em Uarzazate, Marrocos, ao sul das Montanhas Atlas durante mais três semanas. Para construir a arena onde Maximus tem suas primeiras lutas, a produção usou materiais básicos e técnicas de construção locais para fabricar uma arena de tijolos de barro para trinta mil lugares. Finalmente, as cenas da Roma Antiga foram filmadas durante um período de dezenove semanas no Forte Ricasoli, Malta.
Em Malta, uma réplica de cerca de um terço do Coliseu de Roma foi construída, a uma altura de 52 pés (15,8 metros), principalmente de gesso e madeira compensada (os outros dois terços e a altura restante foram adicionados digitalmente). A réplica levou vários meses para ser construída e custou cerca de US$ 1 milhão. A parte de trás do complexo fornecia uma rica variedade de móveis de rua da Roma Antiga como colunatas, portões, estátuas e centros comerciais para outras necessidades de filmagem. O complexo era atendido por tendas de "vendas de fantasias" que tinham vestiários, depósitos, armeiros e outras instalações. O resto do Coliseu foi criado em imagens geradas por computador usando plantas e texturas de set-design referenciadas de ação ao vivo e renderizadas em três camadas para fornecer flexibilidade de iluminação para composição nos softwares Flame e Inferno.

### Pós-produção
A empresa britânica de pós-produção The Mill foi responsável por muitos dos efeitos de imagens gerados por computador que foram adicionados após as filmagens. A empresa foi responsável por truques como compor tigres reais filmados em tela azul nas sequências de luta, adicionar trilhas de fumaça e estender as rotas de voo da salva de flechas flamejantes da cena inicial para contornar os regulamentos sobre a distância que eles poderiam ser atingidos durante as filmagens. Eles também usaram dois mil atores ao vivo para criar uma multidão gerada por computador de trinta e cinco mil atores virtuais que tinham que parecer verossímeis e reagir às cenas de luta. A The Mill conseguiu isso filmando atores ao vivo em ângulos diferentes dando várias performances e, em seguida, mapeando-os em cartões, com ferramentas de captura de movimento usadas para rastrear seus movimentos para composições tridimensionais. O estúdio criou mais de noventa tomadas de efeitos visuais, compreendendo aproximadamente nove minutos do tempo de execução do filme.
Um trabalho inesperado de pós-produção foi causado pela morte de Oliver Reed, que faleceu devido a um ataque cardíaco durante as filmagens em Malta, antes que todas as suas cenas fossem filmadas. A The Mill criou um dublê digital para as cenas restantes envolvendo seu personagem Proximus, fotografando um dublê de ação ao vivo nas sombras e mapeando uma máscara de imagem tridimensional gerada por computador do rosto de Reed para as cenas restantes durante a produção a um custo estimado de US$ 3,2 milhões por dois minutos de filmagem adicional. O supervisor de efeitos visuais John Nelson refletiu sobre a decisão de incluir a filmagem adicional: "O que fizemos foi pequeno em comparação com nossas outras tarefas no filme. O que Oliver fez foi muito maior. Ele teve uma atuação inspiradora e comovente. Tudo o que fizemos foi ajudá-lo a terminar". O filme é dedicado à memória de Reed.

## Autenticidade histórica
O filme é vagamente baseado em eventos reais que ocorreram dentro do Império Romano na segunda metade do século II. Como Ridley Scott queria representar a cultura romana de forma mais precisa que em outros filmes, ele contratou vários historiadores como conselheiros. Mesmo assim, algumas deturpações de fatos históricos foram feitas para aumentar o interesse, manter a continuidade da narrativa e por razões práticas ou de segurança. Scott também afirmou que devido à influência de filmes anteriores que afetaram a percepção do público de como era a Roma Antiga, alguns fatos históricos eram "inacreditáveis" para incluir. Por exemplo, numa versão preliminar do roteiro, gladiadores faziam endossos de produtos na arena; embora isso tenha sido historicamente acurado, não foi filmado por medo de que o público pensasse que era anacrônico.
Pelo menos um conselheiro histórico se demitiu devido a mudanças no roteiro. Um outro historiador pediu para não ser mencionado nos créditos (embora tenha sido declarado nos comentários do diretor que ele constantemente pedia, "onde está a prova de que certas coisas eram exatamente como dizem?"). O historiador Allen Ward da Universidade de Connecticut acredita que acuidade histórica não teria feito Gladiator menos interessante ou excitante, dizendo: "os artistas criativos precisam de alguma licença poética, mas isso não deve ser uma permissão para o desprezo total pelos fatos na ficção histórica.".

### Ficcionalização
- Marco Aurélio não foi assassinado por seu filho Cômodo; ele morreu em Vindobona (atual Viena) em 180 d.C. de Peste antonina. A epidemia, que se acredita ter sido varíola ou sarampo, varreu o Império durante o reinado de Marco.[40]
- Não há indício que Marco Aurélio desejava transformar o Império de volta numa república como forma de governo, como é mostrado no filme. Além disso, na época de sua morte, Marco já governava com Cômodo como co-imperadores havia três anos. Após a morte do pai, Cômodo viria a governar o império sozinho até 192 d.C..[41]
- O filme mostra o imperador Marco Aurélio derrotando os bárbaros em batalha de forma decisiva nas Guerras marcomanas. Na realidade, a guerra se estendeu por mais algum tempo; foi Cômodo que assegurou a paz ao assinar um tratado com duas tribos germânicas que haviam se aliado contra Roma, os Marcomanos e os Quados.[42]
- O personagem Maximus é ficcional, embora em alguns aspectos ele se pareça com as seguintes figuras históricas: Narciso (o real assassino de Cômodo e um personagem que apareceu no primeiro  esboço do roteiro);[43] Espártaco (que liderou uma revolta de escravos significativa em 73–71 a.C.); Cincinato (519–439 a.C.) (um fazendeiro que virou ditador, salvou Roma de uma invasão, e então renunciou ao cargo de líder após apenas 15 dias);[44][45] e Marco Nônio Macrino (um confiável general, Cônsul em 154 d.C. e amigo de Marco Aurélio).[46][47][48]
- Embora Cômodo tenha realmente lutado no Coliseu, ele não foi morto na arena; ele foi estrangulado no seu banho pelo lutador Narciso. Cômodo governou Roma como imperador por doze anos, ao contrário do que é mostrado no filme que parece ser um período bem menor de tempo.[49][50]
- No filme, Lucila é mostrada como viúva de Lúcio Vero e têm um filho dele, também chamado de Lúcio. Embora Lucila realmente fosse viúva dele e tivesse um filho de mesmo nome, a criança morreu jovem, antes do reinado de Cômodo, com Lucila se casando novamente com Cláudio Pompeiano após a morte de Lúcio Vero.[51] Ela estava casada com ele há 11 anos quando seu irmão se tornou imperador. O filme omite o fato de Lucila ter tido outros dois filhos de Lúcio, Lucila Pláucia e Aurélia Lucila.[51]
- O personagem Maximus teve uma carreira similar (e traços de personalidade parecidos relatados pelo historiador Herodiano) a Tibério Cláudio Pompeiano (um sírio) que era casado com a filha de Marco Aurélio, Lucila. Acredita-se que o imperador Marco pode ter desejado que Pompeiano o sucedesse como César, em detrimento de Cômodo, mas foi recusado. Pompeiano não participou em nenhum dos vários complôs contra Cômodo. O seu personagem não aparece e nem é citado no filme.[38]
- Lucila foi de fato implicada num complô para assassinar seu irmão, em 182 d.C, junto com seu enteado e vários outros. Ela foi primeiro exilada em Capri pelo irmão e então executada, sob ordens dele, mais tarde naquele ano.[52]
- No filme o personagem Antônio Próximo afirma que Marco Aurélio é chamado de "o Sábio" e que ele teria banido os jogos de gladiadores em Roma, o que teria forçado os lutadores a ir lutar nas arenas da Mauritânia. O Marco Aurélio de verdade realmente baniu as lutas, mas apenas em Antioquia como punição pelo apoio da cidade ao usurpador Caio Avídio Cássio. Os jogos de gladiadores nunca foram banidos em Roma. Contudo, quando o imperador começou a recrutar gladiadores para as legiões, isso resultou num esvaziamento das lanistae (escolas de gladiadores).[53]
- Na vida real, a morte de Cômodo não resultou em paz para Roma, ou na restauração da República. Pelo contrário, acabou dando início a um período caótico e sangrento numa luta pelo poder que culminou no chamado Ano dos Cinco Imperadores em 193 d.C.. De acordo com Herodiano, o povo de Roma ficou muito feliz ao saber da morte de Cômodo, embora temessem que os pretorianos não aceitassem o novo imperador Pertinax.[54]

Em 2023, Ridley Scott afirmou não considerar Commodus como o vilão do filme, mas sim "o personagem mais simpático de todos", que buscava uma aprovação paterna nunca conquistada. Segundo ele, o verdadeiro vilão é Marco Aurélio, o qual foi negligente com um filho que lhe amava. "Então, finalmente, no filme, o pai dizia: 'Vou negligenciá-lo ainda mais. Você não será o príncipe de Roma.'" Quando Aurélio pediu perdão, Commodus não soube lidar com isto, pois "nunca viu seu pai pedir esse tipo de discussão aprofundada", vindo a lhe sufocar. "O que ele [Commodus] fez e o que se seguiu, o que resultou disso, a natureza disso foi criada por seu pai", afirmou Scott .

### Anacronismos
Os trajes utilizados no filme raramente eram historicamente corretos. Muitos soldados utilizavam capacetes fantasiosos, ao contrário da Gálea (costumamente usados por centuriões). As faixas enroladas em seus braços raramente eram usadas. Seu uso na cinamatografia mundial é produto de um estereótipo fílmico em que filmes históricos retratam povos da antiguidade usando essas faixas nos pulsos. Embora o filme se passe no século II, os soldados romanos são vistos usando lorica segmentata e capacetes do modelo gálico, que era mais comum um século antes. Os legionários que carregavam os estandartes e águias (os aquilifers) da legião, os centuriões, os soldados de cavalaria e os auxiliares aparecem usando vestimentas erradas, sendo que na época eles usariam a lorica squamata (armadura de escamas). As forças auxiliares também eram quase que exclusivamente formadas por não romanos, algo que não aparece ser no filme.

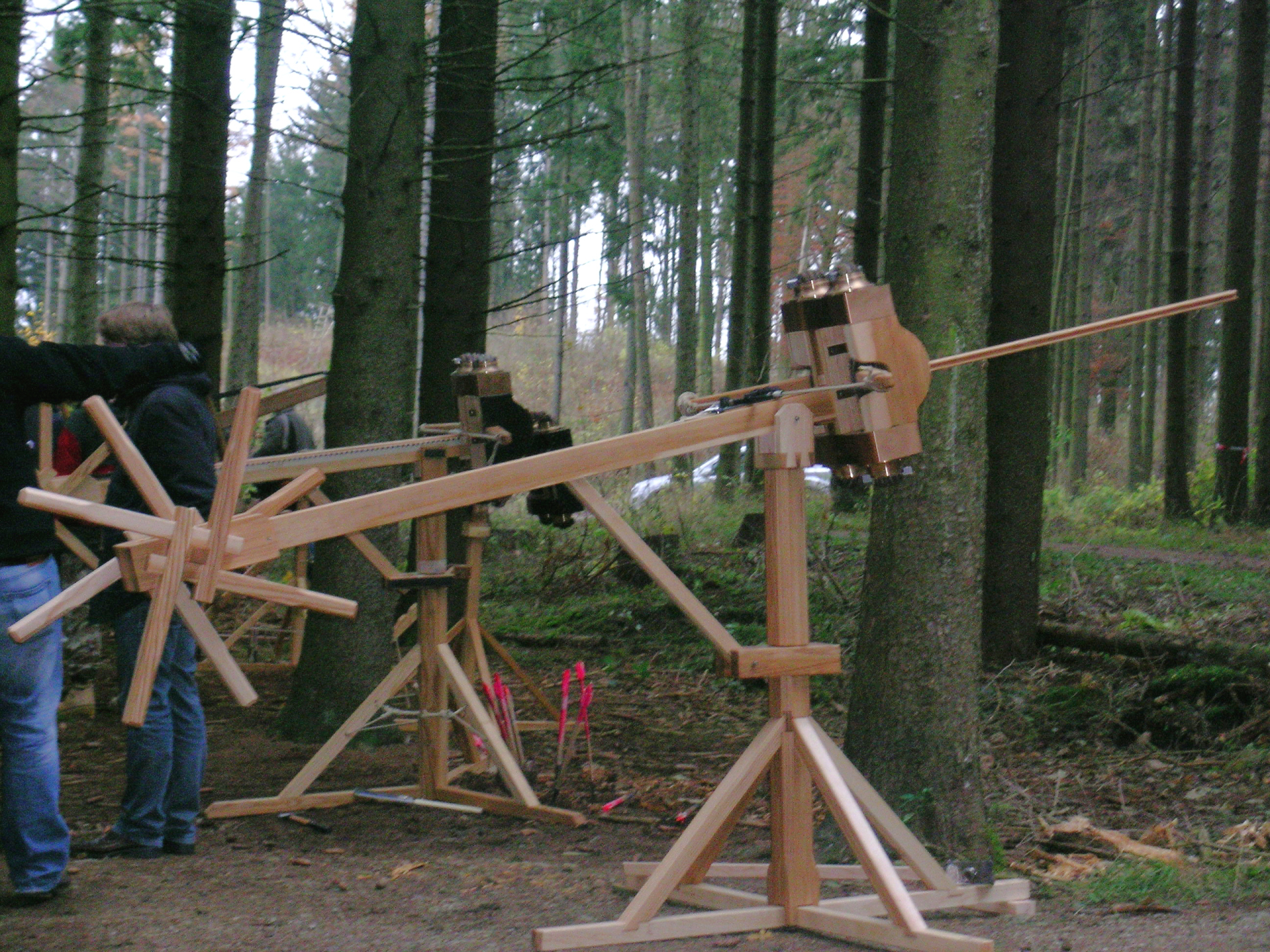
A artilharia de campanha romana usada em batalha aberta (como o escorpião, da imagem) era muito mais compacta e transportável do que o mostrado no filme. Eram capazes de criar "zonas de morte" com baixas chances de sobrevivência, como comprovado por impactos bem espaçados em um campo de batalha real.

A cavalaria romana é mostrada usando estribos. Isto é anacronístico já que as forças montadas do exército romano usavam uma sela de dois chifres, sem estribos. Os estribos só foram usados nas filmagens por razões de segurança, devido ao treinamento e habilidade adicionais necessários para cavalgar com uma sela romana que resultaria num aumento do custo do seguro.
Catapultas e balistas raramente eram usadas em batalhas campais, muito menos em florestas. Primordialmente, seu uso era limitado à cercos e quase nunca em um campo de batalha aberto. Flechas incendiárias eram quase nunca utilizadas (exceto em situações muito pontuais) e bombas disparadas de catapultas não foram usadas em nenhum momento da história antiga.
Os guardas pretorianos vistos no filme estão todos vestindo uniformes roxos. Nenhuma evidência histórica apoia isso. Em campanha, eles geralmente usavam equipamento legionário padrão com alguns elementos decorativos exclusivos.
Após o fim do primeiro ato do filme, há uma vista do alto de Roma, mostrando a cidade antiga pela primeira vez, contudo vários prédios mostrados não existiam no tempo em que o filme Gladiator se passa. Por exemplo, a Basílica de Maxêncio e Constantino é bem proeminente na cena, embora só tivesse sido completada no ano 312 da Era Cristã, quase cento e vinte anos após a morte de Cômodo. A cidade também é mostrada cinzenta e não uma mistura de cores vibrantes, como seria na realidade. Outra questão é o fato dos soldados e cidadãos se direcionarem ao Imperador, no filme, com títulos de nobreza (como "alteza"). Isso não ocorreria nessa época (conhecida como Principado, de 27 a.C. a  284 d.C.). Os imperadores romanos só passaram a se vestir de forma mais opulenta (como verdadeiros monarcas) no período histórico conhecido como Dominato (de 284 d.C. a 476 d.C.). No filme, ainda, os imperadores são tratados com o título de "César", que embora fosse o nome de família adotado pelo imperador, o título em si era associado ao herdeiro do trono.
No início da história, Cômodo observa uma estátua na tenda de seu pai; a estátua não tem pupilas, um traço comumente visto na ficção sobre o Império Romano. Na verdade, acredita-se que a maioria das estátuas tinha olhos e pupilas pintados na época em que foram criadas; só com o passar do tempo a tinta teria saído e se desgastado, deixando as estátuas com o olhar vazio.

## Recepção

### Bilheteria
Gladiator faturou US$ 187,7 milhões de dólares nos Estados Unidos e US$ 269,9 milhões pelo mundo, totalizando cerca de US$ 457,6 milhões de bilheteria global, em cima de um orçamento de US$ 103 milhões.

### Resposta da crítica
No site agregador Rotten Tomatoes, o filme tem uma média de aprovação de 77% baseado em 199 resenhas, com uma nota média de 7,32/10. O consenso crítico do site lê, "Ridley Scott e um elenco excelente transmitem com sucesso a intensidade do combate de gladiadores romanos, bem como a intriga política que se forma abaixo." No site Metacritic, que dá uma nota normalizadora, o filme tem uma nota 67 de 100, baseada em 46 críticas, indicando "resenhas geralmente favoráveis". A recepção da audiência foi igualmente boa, com o site CinemaScore dando uma nota "A", numa escala de F a A+, com base na resposta dos espectadores.
A batalha inicial chamou muito a atenção da crítica pelo seu aspecto técnico e visual artístico. A CNN descreveu o começo do filme como "cenas de batalha favoritas na tela", enquanto a Entertainment Weekly nomeou Maximus como seu sexto herói de ação favorito, devido a "performance de aço e comovente de Crowe", e o nomeou como seu terceiro filme de vingança favorito.

## Principais prêmios e indicações
| Prêmio             | Categoria                         | Recipiente                                         | Resultado |
| ------------------ | --------------------------------- | -------------------------------------------------- | --------- |
| Oscar 2001         | Melhor filme                      | Douglas Wick, David Franzoni, Branko Lustig        | Venceu    |
| Oscar 2001         | Melhor ator                       | Russell Crowe                                      | Venceu    |
| Oscar 2001         | Melhor figurino                   | Janty Yates                                        | Venceu    |
| Oscar 2001         | Melhores efeitos visuais          |                                                    | Venceu    |
| Oscar 2001         | Melhor som                        |                                                    | Venceu    |
| Oscar 2001         | Melhor ator coadjuvante           | Joaquin Phoenix                                    | Indicado  |
| Oscar 2001         | Melhor design de produção         | Arthur Max                                         | Indicado  |
| Oscar 2001         | Melhor fotografia                 | John Mathieson                                     | Indicado  |
| Oscar 2001         | Melhor direção                    | Ridley Scott                                       | Indicado  |
| Oscar 2001         | Melhor edição                     | Pietro Scalia                                      | Indicado  |
| Oscar 2001         | Melhor trilha sonora              | Hans Zimmer, Lisa Gerrard                          | Indicado  |
| Oscar 2001         | Melhor roteiro original           | David Franzoni, John Logan, William Nicholson      | Indicado  |
| BAFTA 2001         | Melhor cinematografia             | John Mathieson                                     | Venceu    |
| BAFTA 2001         | Melhor filme                      | Douglas Wick, David Franzoni, Branko Lustig        | Venceu    |
| BAFTA 2001         | Melhor montagem                   | Pietro Scalia                                      | Venceu    |
| BAFTA 2001         | Melhor design de produção         | Arthur Max                                         | Venceu    |
| BAFTA 2001         | Melhor direção                    | Ridley Scott                                       | Indicado  |
| BAFTA 2001         | Melhores efeitos visuais          | John Nelson, Tim Burke, Rob Harvey, Neil Corbould  | Indicado  |
| BAFTA 2001         | Melhor figurino                   | Janty Yates                                        | Indicado  |
| BAFTA 2001         | Melhor maquiagem e caracterização | Paul Engelen, Graham Johnston                      | Indicado  |
| BAFTA 2001         | Melhor ator                       | Russell Crowe                                      | Indicado  |
| BAFTA 2001         | Melhor ator coadjuvante           | Oliver Reed                                        | Indicado  |
| BAFTA 2001         | Melhor ator coadjuvante           | Joaquin Phoenix                                    | Indicado  |
| BAFTA 2001         | Melhor roteiro original           | David Franzoni, John Logan, William Nicholson      | Indicado  |
| BAFTA 2001         | Melhor som                        | Ken Weston, Scott Millan, Bob Beemer, Per Hallberg | Indicado  |
| BAFTA 2001         | Melhor trilha sonora              | Hans Zimmer, Lisa Gerrard                          | Indicado  |
| Globo de Ouro 2001 | Melhor filme - drama              | Douglas Wick, David Franzoni, Branko Lustig        | Venceu    |
| Globo de Ouro 2001 | Melhor trilha sonora              | Hans Zimmer, Lisa Gerrard                          | Venceu    |
| Globo de Ouro 2001 | Melhor direção                    | Ridley Scott                                       | Indicado  |
| Globo de Ouro 2001 | Melhor ator - drama               | Russell Crowe                                      | Indicado  |
| Globo de Ouro 2001 | Melhor ator coadjuvante           | Joaquin Phoenix                                    | Indicado  |